# Cobelura wappesi
Cobelura wappesi är en skalbaggsart som beskrevs av Corbett 2004. Cobelura wappesi ingår i släktet Cobelura och familjen långhorningar. Inga underarter finns listade i Catalogue of Life.